# 장맹
장맹(張猛, ? ~ 기원전 40년)은 전한 후기의 관료로, 자는 자유(子游)이며 한중군 성고현(成固縣) 사람이다. 서역을 개척한 위위 장건의 손자이다.

## 생애
뛰어난 재능으로 《서경》의 대가인 주감의 제자가 되었다.
초원 3년(기원전 46년), 원제의 스승이었던 주감이 원제에게 임용되어 광록훈이 되었을 때 장맹은 태중대부(太中大夫)에 임용되어 함께 중용되었다. 그러나 장맹과 주감은 권신인 중서령(中書令) 석현의 참언을 받았고, 장맹은 괴리령(槐里令)으로 좌천되었다.
영광 원년(기원전 43년), 광록대부 장맹은 거기도위(車騎都尉) 한창(韓昌)과 함께 흉노에 사자로 가, 전에 질지선우에게 사자로 갔다가 돌아오지 않은 곡길(谷吉)이 있는 곳을 호한야선우애게 물었다. 또 북쪽으로 돌아가는 호한야선우가 약속을 지키도록, 임의로 나라의 이름을 걸고 서로 배반하지 않기로 약속하였다. 이 일은 장맹이 귀국한 후 문제가 되었으나, 원제는 엄벌에 처하지 않고 무마하며 맹세도 어기지 않았다.
영광 4년(기원전 40년), 원제는 다시 장맹과 주감을 중용하여 주감을 영상서사(領尙書事)에, 장맹을 급사중(給事中)에 임명하였다. 그러나 이들은 다시 석현의 참언을 받았고, 장맹은 공거사마문(公車司馬門)에서 자결하였다.

## 가계

### 관련 인물
- 장건